# FC Hansa Rostock
Fußballclub Hansa Rostock e. V. é uma agremiação esportiva alemã, fundada a 28 de setembro de 1965, sediada na cidade de Rostock, em Mecklemburgo-Pomerânia Ocidental.

## História
No correr dos anos se impôs como o clube mais forte entre aqueles da ex-Alemanha Oriental e precede equipes historicamente mais ricas e fortes como as de Berlin, Dresden e Leipzig.

#### Os primeiros anos e a época na Alemanha Oriental
O clube foi fundado em 1965, quando o departamento de futebol do SC Empor Rostock se tornou independente da sociedade esportiva à qual pertencia, com base em um programa sustentado pelo governo que criou 11 equipes centrais que teriam o projeto de revelar jovens talentos para a Seleção da República Democrática Alemã. 
O SC Empor Rostock atuou originalmente como Empor Lauter em um pequena cidade minerária da Saxônia, perto da fronteira com a então Tchecoslováquia. O Lauter obteve um inesperado sucesso e, em 1954, chamando a atenção do político Harry Tisch, que decidiu que a sua cidade merecia uma equipe decente que jogasse não recém-inaugurado Osteestadion, e simplesmente ordenou que a agremiação fosse transferida para Rostock, embora tivessem ocorrido inúteis protestos por parte da população local. Esse era um evento comum no futebol da Alemanha Oriental, pois as equipes eram regularmente rebatizadas, desmanteladas ou remanejadas para outras cidades, de acordo com o desejo dos dirigentes comunistas.
Os jogadores fizeram o máximo diante das novas circunstâncias e gozaram de um certo sucesso pelo resto dos anos 1950 e nos anos 1960. A equipe recém-mudada foi vice-campeã da DDR-Oberliga, o campeonato nacional da Alemanha Oriental, por três temporadas consecutivas, de 1962 a 1964, e fez quatro aparições na final da Copa da Alemanha Oriental. Apesar disso, não conquistou nenhum título. O clube foi rebatizado de Hansa Rostock depois da sua separação do SC Empor, em 1965, como tributo ao histórico papel da cidade na Liga Hanseática das cidades portuárias da Alemanha setentrional.
Nos anos 1970 a equipe terminava constantemente na segunda metade da classificação e acabou rebaixada à segunda divisão, a DDR-Liga, Staffel A, por uma só temporada, e em três diferentes até o fim do decênio. Voltaria, no entanto, à máxima divisão no nos anos 1980. Somente com a reunificação alemã e o fim do predomínio quase absoluto de Dynamo Dresden, Magdeburg, Leipzig e Dynamo Berlin, o Hansa Rostock conseguiu angariar destaque na Oberliga.

#### Os primeiros anos após a unificação alemã e a Bundesliga
Após a reunificação da Alemanha, em 1990, a liga futebolística da Alemanha Oriental se dissolveu na estrutura da DFB. O campeonato da Oberliga foi mantido por uma posterior temporada, para a criação da NOFV Oberliga Nordost ou Regionalliga Nordost (terceira divisão em nível nacional). A apresentação das várias equipes serviu para a redistribuição das mesmas nas três primeiras séries alemãs. O Hansa Rostock, o qual contou, entre outros, com o americano Paul Caligiuri, venceu o campeonato e conquistou um lugar na Bundesliga, na temporada 1991-1992, à qual contaria com duas vagas para contemplar os clubes da ex-Alemanha Oriental. O outro time foi o Dynamo Dresden, que lutou até o último instante, ajudado pelos gols de Thorsten Gutschow. O Hansa Rostock conquistou ainda a última edição da Copa da Alemanha Oriental, com uma vitória de 1 a 0 sobre o Eisenhüttenstädter FC Stahl. Por isso, foi admitido na Taça dos Clubes Vencedores de Taças.
Contudo, o clube não foi capaz de assimilar a nova realidade da Bundesliga e foi rebaixado após ter terminado a somente um ponto da salvação depois de uma longa luta com o Wattenscheid. Após três temporadas de espera na Zweite Bundesliga, a equipe alcançou a promoção na temporada 1995-1996. Nos dez anos subsequentes passados na elite do futebol alemão, o melhor resultado ocorreu duas vezes. Dois sextos lugares. Embora tenha terminado frequentemente na segunda metade da tábua de classificação, a equipe continuou a ser a única da ex-Alemanha Oriental a enfrentar os mais ricos clubes ocidentais.
O Hansa Rostock teve uma primeira fase de campeonato decepcionante, na temporada 2004-2005, obtendo apenas uma vitória e cinco empates em 17 encontros. Não conseguiu se recuperar e ao fim do torneio acabou rebaixado, deixando a ex-Alemanha Oriental sem representante na máxima divisão pela primeira vez depois da reunificação. Como outras equipes provenientes da parte oriental, o Hansa Rostock foi vítima da dura realidade econômica, enquanto as mais ricas e consolidadas agremiações do oeste adquiriram os jogadores do leste de maior talento em troca do dinheiro necessário para a sobrevivência financeira. Stefan Beinlich e Oliver Neuville foram dos dois jogadores do Hansa Rostock cedidos a equipes do Oeste em troca de dinheiro.
Na temporada 2006-2007, o Hansa Rostock conquistou o segundo lugar na Zweite Bundesliga, e foi promovido à elite, da qual caiu rapidamente, ficando na penúltima colocação.
Ao término da temporada 2009-2010, depois da derrota na repescagem contra o Ingolstadt 04, caiu para a terceira divisão do campeonato alemão. 
No entanto, na temporada seguinte, o clube reconquistou o seu lugar na segunda divisão ao ficar em segundo lugar na terceira divisão.
Em resumo, o F. C. Hansa alcançou seus maiores sucessos em 1990/91 ao vencer o campeonato, que foi disputado pela última vez sob o nome de NOFV-Oberliga , e a final da copa, que foi disputada pela última vez sob o nome de NOFV-Pokal em 1991 (ambas antigas competições correspondentes à federação da Alemanha Oriental - Deutscher Fussball Verband der DDR; em português,: Associação Alemã de Futebol da RDA). O Hansa posteriormente se tornou o clube mais bem-sucedido do nordeste da Alemanha reunificada , com atualmente doze participações na Bundesliga . Após o rebaixamento da 2. Bundesliga para a 3. Liga em 2010 e 2012 , o clube foi promovido de volta à 2. Bundesliga na temporada 2020/21 . Na temporada 2023/24, após três anos, o clube foi rebaixado novamente para a terceira divisão.

## Rivalidades
O Hansa Rostock, detêm uma rivalidade com origem política com a equipe do St. Pauli, o clássico chamado de ''O Derby do Medo''. Os times passaram a maior do tempo divididos politicamente. O Hansa Rostock, situado na cidade de Rostock, fazia parte da Alemanha Oriental, sendo um dos melhores times do país comunista. O St. Pauli, situado na cidade de Hamburgo, nunca conseguiu ser maior que o seu rival local, o Hamburger SV, porém, era um time de destaque na Alemanha.
Depois da queda do Muro de Berlim, tudo era novo para os dois times. O Hansa passou a ser coadjuvante em uma Alemanha unificada. A queda do comunismo na Europa espalhou movimentos que viam que o comunismo stalinista não melhorou suas vidas, e que o capitalismo democrático os jogava num segundo plano. Assim como essa ação tomou conta do leste alemão, consequentemente, o mesmo se deu com a torcida do Hansa naquele período, que se tornou uma das mais temidas da Europa. Da parte do St. Pauli, seus torcedores são conhecidos por sua postura de esquerda, indo contra o racismo, o sexismo, o capitalismo arcaico. Ou seja, um choque seria inevitável.
O primeiro jogo entre essas equipes aconteceu e foi em 19 de Novembro de 2011 pela 2º divisão da Bundesliga. O Hansa lutava para não cair para a 3º e o St. Pauli brigava pelo acesso. A partida seria em Rostock e a diretoria dos dois clubes tentaram apaziguar os torcedores mas ninguém seria capaz de acalmar os mais extremados.
O jogo foi tenso e isso já era de se esperar. A torcida do Hansa recepcionou os jogadores atirando bananas no campo, isso sem contar os insultos raciais e etc. Mas mesmo jogando fora de casa e com toda essa pressão, o St. Pauli soube administrar a partida e ganhou o jogo por 3×1. Depois do clássico, houve muitas brigas nos arredores do estádio. Depois da confusão, as autoridades revelaram que tiveram apenas 8 feridos, o que foi visto como lucro pelas autoridades depois de todo tumulto do jogo.
Nos dias atuais, a rivalidade segue forte sendo o St. Pauli considerado o maior rival do clube de Rostock, porém a equipe sustenta também fortes rivalidades com outras equipes o Dynamo Dresden existente desde os embates em campeonatos da Alemanha Oriental. 
No cenário político, embora o clube tenha uma diretoria alinhada com políticas modernas do futebol para se sustentar e buscar mais destaque nas grandes ligas, o St. Pauli segue como uma referência mundial à torcedores esquerdistas. Enquanto para o Hansa, há hoje uma forte divisão em seus apoiadores, tendo figuras esquerdistas de destaque na Alemanha que são torcedores declarados do time, como Jan ″Monchi″ Gorkow vocalista da banda punk Feine Sahne Fischfilet. 

## Ostseestadion

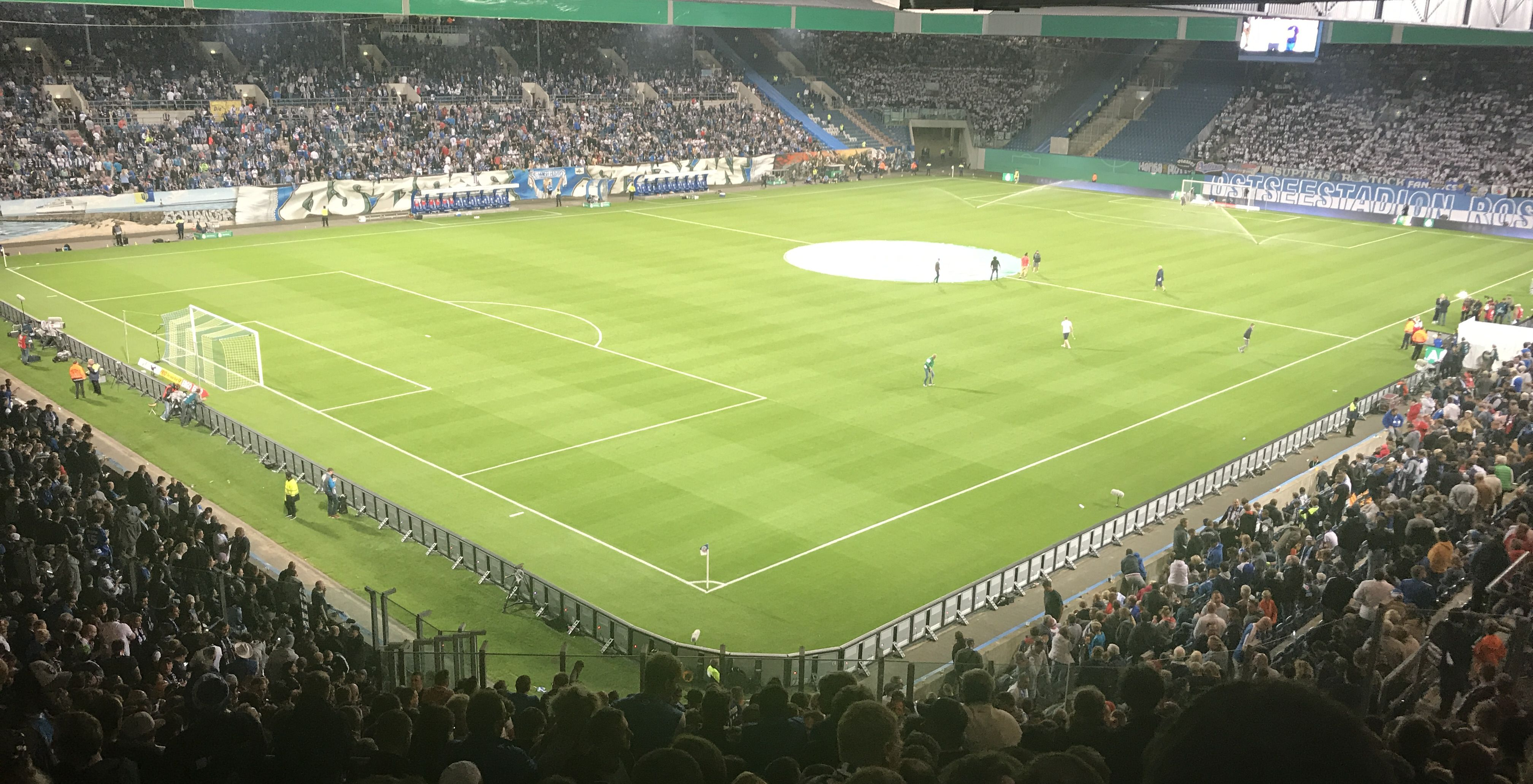
Interior do Ostseestadion

O estádio foi construído em 1954, com a participação de várias centenas de cidadãos de Rostock que ajudaram de graça. A primeira partida internacional no Ostseestadion na Alemanha Oriental foi em 26 de setembro de 1956. Em 2001, o estádio foi remodelado e modificado para acomodar 29 mil espectadores ( 20 000 acentos e 9 000 em pé). 
O Ostseestadion traduzido para o inglês como '' Baltic Sea Stadion '', tem o nome do Mar Báltico, da costa de Rostock. Ostseestadion é o nome original do estádio, mas em 2 de julho de 2007, Hansa Rostock vendeu seus direitos de nomeação para os 10 anos seguintes ao Deutsche Kreditbank ( DKB ) daí o novo nome oficial tornou-se  ''DKB-Arena''. Em 2015, o clube anunciou que o estádio devia recuperar o nome original e que a DKB permitiu uma renomeação antecipada do estádio e concordou em terminar o contrato de nomeação com antecedências.

## Uniformes

### 1º Uniforme
| 2020–2021 | 2019–2020 | 2018–2019 | 2017–2018 | 2016–2017 | 2015–2016 | 2014–2015 | 2013–2014 | 2012–2013 | 2011–2012 |

### 2º Uniforme
| 2020–2021 | 2019–2020 | 2018–2019 | 2017–2018 | 2016–2017 | 2015–2016 | 2014–2015 | 2013–2014 | 2012–2013 | 2011–2012 |

### 3º Uniforme
|  |  |  |  |  |  |  |  |  |  |  |  |  |  |  |  |  |  |  |  |  |  |  |  |  |  | 2019–2020 | 2018–2019 | 2017–2018 |  |  |  |  |  |  |  |  |  |  |  |  |  |  |  |  |  |  |  |  |  |  |  |  |  |  | 2015–2016 | 2014–2015 | 2013–2014 | 2012–2013 | 2011–2012 |

## Elenco Atual
Atualizado em 03 de março de 2020.
Legenda:
- : Jogador lesionado
- : Capitão da equipe

## Títulos
- Campeonato da Alemanha Oriental: 1991
- Copa da Alemanha Oriental: 1991
- 2ª Divisão da Bundesliga: 1995
- 3ª Divisão da Bundesliga:  1984

## Cronologia recente
| Temporada                     | Divisão                    | Posição                            | Pontos | Diferença de gols | Artilheiros                                                                                            |
| 1991–92 Fußball-Bundesliga    | Fußball-Bundesliga (I)     | 18° Rebaixado para a 2° Bundesliga | 31:45  | -12               | Michael Spies 13, Florian Weichert 6                                                                   |
| 1992–93 2° Fußball-Bundesliga | 2° Fußball-Bundesliga (II) | 11°                                | 46:46  | +2                | Heiko März 9, Olaf Bodden 8, Timo Lange 6, Sławomir Chałaśkiewicz 6, Stefan Persigehl 5                |
| 1993–94 2° Fußball-Bundesliga | 2° Fußball-Bundesliga (II) | 8°                                 | 39:37  | -5                | Olaf Bodden 13, Jens Dowe 9, Timo Lange 6, Sławomir Chałaśkiewicz 5                                    |
| 1994–95 2° Fußball-Bundesliga | 2° Fußball-Bundesliga (II) | 1° Promovido para a Bundesliga     | 46:22  | +36               | Stefan Beinlich 15, Steffen Baumgart 10, Rocco Milde 9, René Schneider 6, Timo Lange 6, Jacek Mencel 6 |
| 1995–96 Fußball-Bundesliga    | Fußball-Bundesliga (I)     | 6°                                 | 49     | +4                | Stefan Beinlich 11, Steffen Baumgart 10, Jonathan Akpoborie 6, René Schneider 6                        |
| 1996–97 Fußball-Bundesliga    | Fußball-Bundesliga (I)     | 15°                                | 40     | -11               | Jonathan Akpoborie 14, Stefan Beinlich 8                                                               |
| 1997–98 Fußball-Bundesliga    | Fußball-Bundesliga (I)     | 6°                                 | 51     | +8                | Sergej Barbarez 11, Oliver Neuville 8, Igor Pamić 7, Jens Dowe 7, Sławomir Majak 6                     |
| 1998–99 Fußball-Bundesliga    | Fußball-Bundesliga (I)     | 14°                                | 38     | -9                | Oliver Neuville 14, Igor Pamić 6, Victor Agali 6, Sławomir Majak 5                                     |
| 1999–2000 Fußball-Bundesliga  | Fußball-Bundesliga (I)     | 15°                                | 38     | -16               | Magnus Arvidsson 9, Victor Agali 6, Peter Wibrån 6                                                     |
| 2000–01 Fußball-Bundesliga    | Fußball-Bundesliga (I)     | 12°                                | 43     | -13               | Victor Agali 5, René Rydlewicz 5                                                                       |
| 2001–02 Fußball-Bundesliga    | Fußball-Bundesliga (I)     | 14°                                | 34     | -19               | Magnus Arvidsson 5, René Rydlewicz 5, Markus Beierle 5                                                 |
| 2002–03 Fußball-Bundesliga    | Fußball-Bundesliga (I)     | 13°                                | 41     | -6                | Rade Prica 7, René Rydlewicz 6                                                                         |
| 2003–04 Fußball-Bundesliga    | Fußball-Bundesliga (I)     | 9°                                 | 44     | +1                | Martin Max 20, René Rydlewicz 7, Magnus Arvidsson 6                                                    |
| 2004–05 Fußball-Bundesliga    | Fußball-Bundesliga (I)     | 17° Rebaixado para a 2° Bundesliga | 30     | -34               | Antonio Di Salvo 7, Rade Prica 6                                                                       |
| 2005–06 2° Fußball-Bundesliga | 2° Fußball-Bundesliga (II) | 10°                                | 43     | -5                | Marcel Schied 9, Enrico Kern 8                                                                         |
| 2006–07 2. Fußball-Bundesliga | 2° Bundesliga (II)         | 2° Promovido para a Bundesliga     | 62     | +19               | Enrico Kern 12, Đorđije Ćetković 7, Christian Rahn 6, Zafer Yelen 5                                    |
| 2007–08 Fußball-Bundesliga    | Bundesliga (I)             | 17° Rebaixado para a 2° Bundesliga | 30     | -22               | Enrico Kern 7, Fin Bartels 4, Sebastian Hähnge 4                                                       |
| 2008–09 2° Fußball-Bundesliga | 2° Bundesliga (II)         | 13°                                | 38     | -1                | Enrico Kern 11, Mario Fillinger 8, Fin Bartels 6, Kevin Schindler 5                                    |
| 2009–10 2° Fußball-Bundesliga | 2. Fußball-Bundesliga (II) | 16° Rebaixado para a 3° Liga       | 36     | -12               | Fin Bartels 4, Tobias Jänicke 4, Tim Sebastian 4                                                       |
| 2010–11 3° Liga               | 3° Liga (III)              | 2° Promovido para a 2° Bundesliga  | 78     | +34               | Björn Ziegenbein 14, Marcel Schied 11, Mohammed Lartey 10, Tobias Jänicke 9, Radovan Vujanović 7       |
| 2011–12 2° Fußball-Bundesliga | 2° Bundesliga (II)         | 18° Rebaixado para a 3 Liga        |        |                   | |